# Офельт
Офе́льт (дав.-гр. Ὀφέλτης; посмертне ім'я Архемор (дав.-гр. Ἀρχέμορος «перед смертю») — персонаж давньогрецької міфології, царевич, син Лікурга і Евридіки.
Цареві Немеї Лікургу було напророчено Дельфійським оракулом, що його син Офельт не має торкатися землі, поки не навчиться сам ходити, інакше скоро помре. Лікург довірив своїй рабині Гіпсипілі доглядати за хлопчиком. Коли учасники походу «Сімох проти Фів» проходили через Немею, вони побачили Гіпсипілу і попросили принести їм води. Та вирушила за водою, лишивши Офельта на землі в люльці з дикої селери, де його задушила (або вкусила) змія, від чого хлопчик помер. Таким чином здійснилося пророцтво. Провидець Амфіарай інтерпретував смерть Офельта як знак невдачі кампанії проти Фів. Після цього Семеро провели церемонію поховання Офельта і влаштували спортивні Немейські ігри на його честь. Дитину було посмертно перейменовано в Архемора згідно пророцтва Амфіарая (маючи на увазі, що така назва означає «провістив смерть»). Цей міф відомий з написів на саркофазі, знайденому в Коринфі. На знак скорботи судді під час Немейських ігор носили темний одяг, а нагородою переможцям служив вінок із селери.